# 澗松美術館
座標: 北緯37度35分39.13秒 東経126度59分47.68秒 / 北緯37.5942028度 東経126.9965778度
澗松美術館（がんそんびじゅつかん、朝鮮語: 간송미술관）は、大韓民国ソウルにある美術館・博物館。

## 概要
日本の統治下での朝鮮の美術・工芸品・古書の国外流失を恐れた全鎣弼（チョン・ヒョンピル、전형필）が、個人で収集した大量の作品をもとに、1938年に朝鮮で初めての近代的私立美術館として“宝華閣”を設立したものが前身。全の没後の1966年に韓国民俗美術研究所が設立され、その付属美術館として、全の雅号である“澗松”をとった名に改められた。
訓民正音・東国正韻の原本などの多数の韓国の国宝や金弘道・申潤福の風俗画、高麗青磁など収蔵品の質・量ともに韓国第一級である。毎年、5月と10月に2週間のみ開館し、それ以外は一般に公開していない。
2020年、財政難から国宝に指定されている金銅仏像2点をオークションに出品していることが判明した。

## アクセス
- 住所：ソウル市城北区 城北洞（ソンプクドン） 97-1
- 最寄り駅：ソウル交通公社4号線漢城大入口駅
- 開館日：不定期

## 所蔵品

「青瓷象嵌雲鶴文梅瓶」（韓国の国宝第68号）
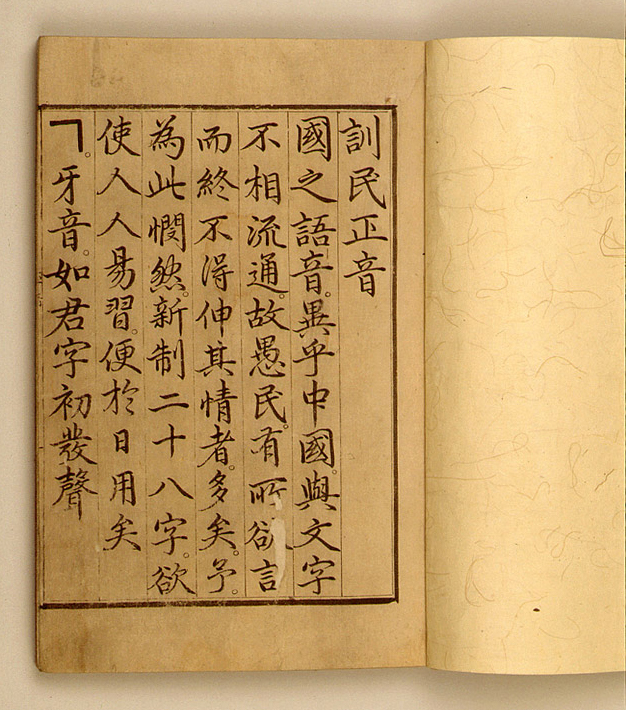
「訓民正音」（韓国の国宝第70号）
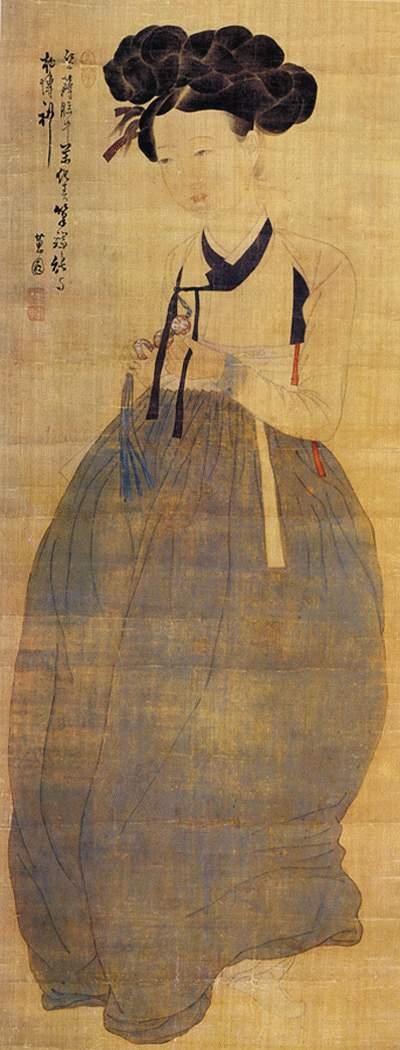
申潤福「美人図」
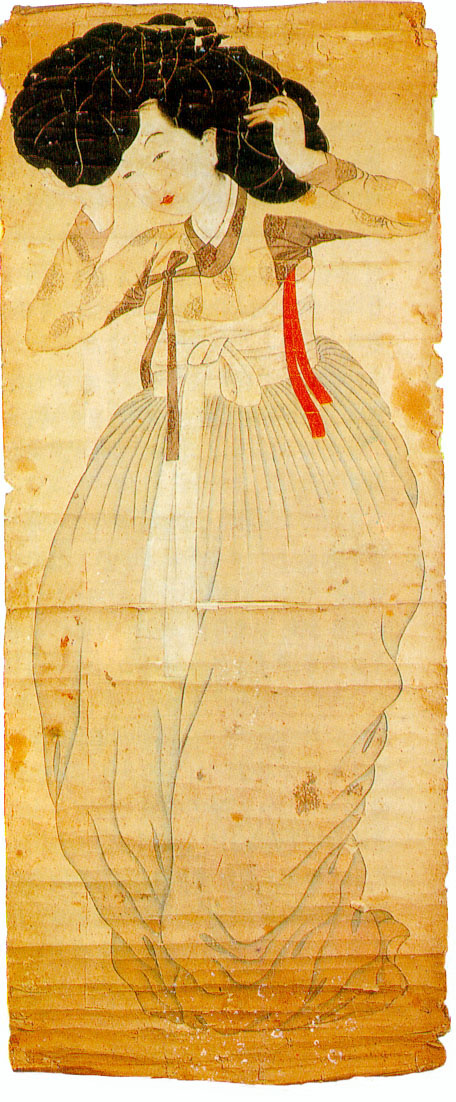
「美人図」（作者未詳、海南尹氏宗家所蔵）
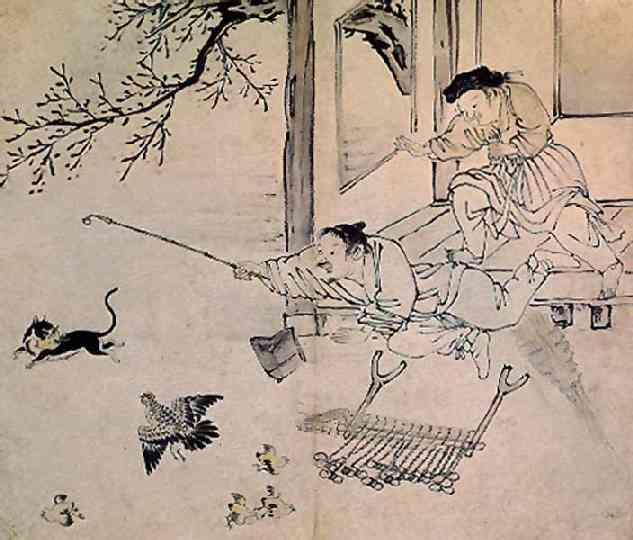
金得臣「破寂圖」
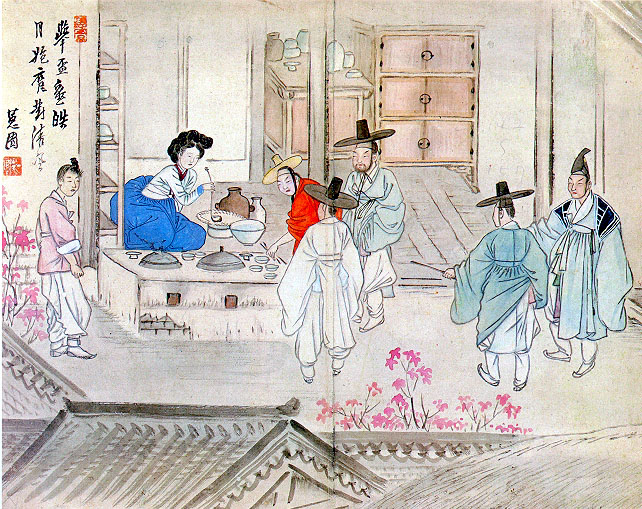
申潤福「酒肆擧盃」
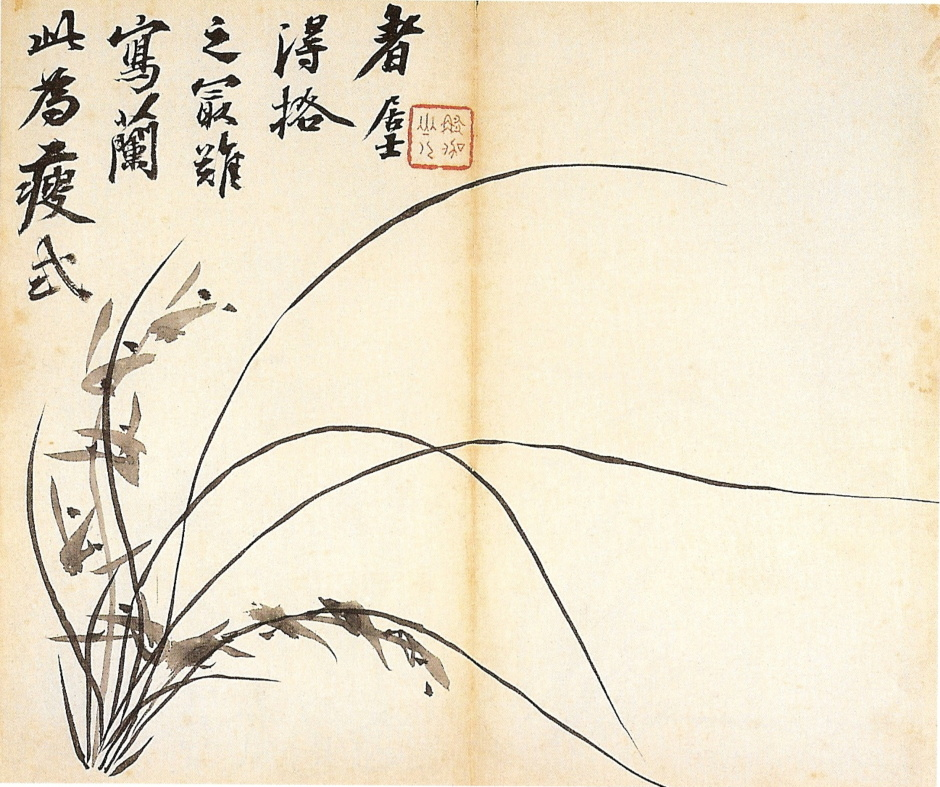
金正喜「瘦式得格」
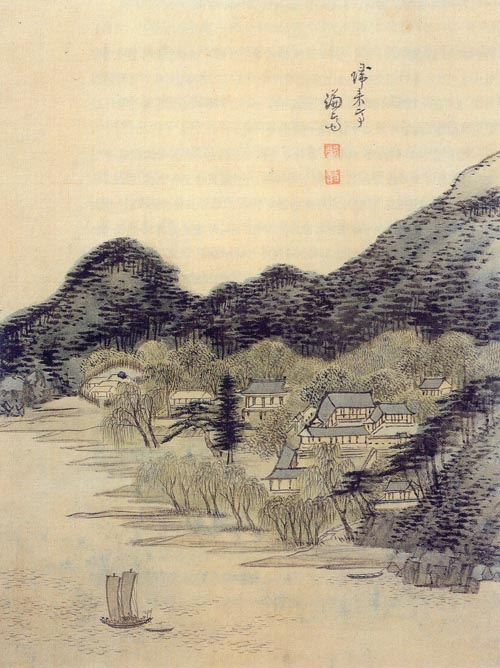
鄭敾「歸來亭」